# Хаммаршёльд, Даг
Даг Яльмар Агне Карл Хаммаршёльд, также Ха́ммаршельд (швед. Dag Hjalmar Agne Carl Hammarskjöld, Dag Hammarskjöldо файле; 29 июля 1905, Йёнчёпинг, Швеция — 18 сентября 1961, близ Ндолы, Федерация Родезии и Ньясаленда, ныне Замбия) — шведский государственный деятель и дипломат, Генеральный секретарь ООН в 1953—1961 годах.
Занимал различные должности в министерстве финансов и Банке Швеции, а позже — в министерстве иностранных дел; с 1953 года до конца жизни — Генеральный секретарь Организации Объединённых Наций. Организатор первой миротворческой операции ООН (в Египте в 1956 году).
Известен также как поэт, журналист и эссеист. Член Шведской Академии (с 1954 года). Лауреат Нобелевской премии мира 1961 года (премия была присуждена посмертно).
Погиб в авиакатастрофе в Северной Родезии во время миротворческой операции ООН в Конго. Точные причины и обстоятельства катастрофы до сих пор неизвестны.

## Биография

### Юные годы; родители и братья
Даг Хаммаршёльд родился 29 июля 1905 года в районе Лильехолмен города Йёнчёпинг, который находится на берегу озера Веттерн на юге центральной части Швеции, примерно в 280 км к юго-западу от Стокгольма. Его родителями были крупный шведский государственный чиновник Яльмар Хаммаршёльд (1862—1953) и Агнес М. К. Хаммаршёльд (1866—1940), урождённая Альмквист. У Яльмара и Агнес было четверо сыновей, из них Даг — самый младший.
Основателем шведского дворянского рода Хаммаршёльдов был Педер (Пер) Микаэльссон (ок. 1560—1646), состоявший на военной службе у короля Швеции Карла IX. В 1610 году он получил дворянство и фамилию Хаммаршёльд (Hammarsköld); позже он был назначен главнокомандующим войсками на острове Эланд. Среди его потомков преобладали военные, но были и люди, известные в других областях деятельности, как, например, писатель и историк литературы Лоренцо Хаммаршёльд (1785—1827), брат прадеда Дага.
Отец Дага был профессором юриспруденции. Вскоре после рождения Дага, в том же 1905 году, он с семьёй переехал в столицу Дании Копенгаген, получив там дипломатическую должность. Яльмар Хаммаршёльд специализировался на вопросах международного права, принимал участие во Второй Гаагской конференции по международному праву (1907), что наложило отпечаток как на его собственную карьеру, так и на карьеру его детей: в будущем вопросами международного права занимались и сам Даг, и два его старших брата — Бу Хаммаршёльд (1891—1974) сделал карьеру на государственной службе, Оке Хаммаршёльд (1893—1937) работал в Международном суде Лиги Наций.
В 1907 году отец Дага получил новую должность — губернатора лена Уппсала и вместе с семьёй переехал в Уппсалу (60 км к северу от Стокгольма). В годы Первой мировой войны Яльмар Хаммаршёльд занимал посты премьер-министра Швеции (1914—1917) и, одновременно, военного министра (в 1914 году). Его семья продолжала жить в Уппсале; именно этот город стал для Дага родным, здесь он учился в школе, а затем в местном университете.
Мать Дага, Агнес, была дочерью Густава Фридольфа Альмквиста (1814—1886), генерального директора шведской тюремной службы (Fångvårdsstyrelsen), который приходился сводным братом шведскому литературному классику Карлу Юнасу Луве Альмквисту. Именно с Агнес были связаны литературные интересы семьи: и литературные занятия самого Дага, и судьба ещё одного из старших братьев Дага, Стена Хаммаршёльда (1900—1972), который стал писателем.

### Образование
В 1923 году Даг Хаммаршёльд, окончив гимназию, поступил в Уппсальский университет. Первые два года он занимался историей Франции и французской литературой, а также социальной философией и политической экономией, после чего получил степень бакалавра искусств с отличием. Следующие три года он занимался изучением экономики, после чего ему была присвоена степень лиценциата философии в области экономики. В 1930 году, после ещё двух лет учёбы в Уппсальском университете, он получил степень бакалавра права.
В 1933 году Даг Хаммаршёльд, уже работая в Стокгольме, получил степень доктора и звание доцента политической экономии, защитив в Стокгольмской высшей школе (ныне Стокгольмский университет) докторскую диссертацию по экономике на тему «Стадии экономического цикла: теоретический и исторический обзор» (швед. Konjunkturspridningen: en teoretisk och historisk undersökning).

### На государственной службе
В 1930 году Даг Хаммаршёльд переехал из Уппсалы в Стокгольм. По 1934 год он состоял в должности секретаря правительственного Комитета по проблеме безработицы и, показав себя инициативным работником, в 1935 году был приглашён в Министерство финансов.
В 1936 году, после года работы в должности секретаря Банка Швеции (центрального банка страны), Хаммаршёльд стал статс-секретарём Министерства финансов и занимал эту должность в течение десяти лет, до 1945 года. С 1941 по 1948 год он одновременно был Председателем правления Банка Швеции (лица на эту должность назначаются правительством).
С конца Второй мировой войны (с начала 1945 года) Хаммаршёльд стал играть важную роль в формировании финансовой политики Швеции, занимая должность советника кабинета министров по финансовым и экономическим вопросам. В частности, он занимался планированием и организацией мероприятий, связанных с преодолением структурных проблем в шведской экономике в те годы. К этому же периоду относится и начало активных занятий Хаммаршёльдом международными делами, поскольку ему регулярно приходилось участвовать в торговых и финансовых переговорах, которые Швеция вела с различными странами, в том числе с Соединёнными Штатами и Великобританией.
В 1947 году Хаммаршёльд перешёл на работу в Министерство иностранных дел. Два года он занимал должность статс-секретаря министерства, занимаясь всем комплексом экономических вопросов. Среди прочего, в 1947 году он входил в состав делегации Швеции на конференции в Париже, на которой обсуждался механизм осуществления плана Маршалла; в 1948 году возглавлял делегацию Швеции на конференции в Париже, на которой для координации проектов экономической реконструкции Европы в рамках плана Маршалла была создана Организация европейского экономического сотрудничества, ОЕЭС (сейчас — Организация экономического сотрудничества и развития, ОЭСР); в 1948—1949 годах Хаммаршёльд был заместителем Председателя Исполнительного комитета этой организации. В 1949 году стал генеральным секретарём Министерства иностранных дел; в этой должности в 1950 году возглавлял делегацию Швеции на учредительной конференции ЮНИСКАН — организации, учреждённой с целью развития экономического сотрудничества между Великобританией, Данией, Норвегией и Швецией.
Хаммаршёльд всегда считал себя политически независимым и никогда не был членом какой-либо партии; несмотря на это, в 1951 году он вошёл в состав кабинета министров, сформированного социал-демократами, в качестве беспартийного министра без портфеля, став по сути заместителем министра иностранных дел по вопросам экономического сотрудничества. К этому периоду относится и начало активного участия Хаммаршёльда в деятельности ООН; он участвует в двух сессиях Генеральной Ассамблеи ООН: на шестой сессии в Париже (1951—1952) — как заместитель главы шведской делегации, а на седьмой сессии в Нью-Йорке (1952—1953) — в качестве руководителя делегации своей страны.

### Генеральный секретарь ООН
7 апреля 1953 года по рекомендации Совета Безопасности ООН Даг Хаммаршёльд был единогласно назначен Генеральной Ассамблеей на должность Генерального секретаря Организации Объединённых Наций.
Хаммаршёльд вступил в должность 10 апреля 1953 года. Свою деятельность он начал с мер по укреплению суверенитета ООН, его целью было создание гражданской службы, являющейся нейтральной по отношению ко всем государствам-членам. Все служащие ООН перешли из подчинения государственных органов в подчинение Генеральному секретарю, были предприняты действия по защите сотрудников ООН, являющихся гражданами США, от обвинений, выдвинутых против них Комиссией по расследованию антиамериканской деятельности (Комиссией Маккарти). Из помещений ООН были удалены сотрудники ФБР.
С 1953 по 1957 год помощником, а затем заместителем Хаммаршёльда был советский дипломат Илья Семёнович Чернышёв (1912—1962).

#### Переговоры с КНР
В 1955 году позиции Хаммаршёльда в качестве Генерального секретаря ООН, а также и всей Организации Объединённых Наций как значительной и при этом независимой силы существенно укрепились. Это было связано в первую очередь с успехом переговоров об освобождении 15 американских лётчиков, попавших в китайский плен во время Корейской войны (1950—1953). Формально эти лётчики во время боевых действий находились под командованием ООН, поэтому после того, как в ноябре 1954 года появилась информация о том, что часть лётчиков за шпионаж приговорены к длительным срокам заключения, последовали резкие заявления американской администрации, при этом ответственность за судьбу лётчиков президент США Дуайт Эйзенхауэр возложил на ООН. Переговоры с Чжоу Эньлаем, руководителем Китайской Народной Республики, вёл лично Хаммаршёльд, который находился в Пекине с 30 декабря 1954 года по 13 января 1955 года. Задача была тем более сложна, что КНР не имела дипломатических отношений с Соединёнными Штатами, не была членом ООН, а место Китая в Совете Безопасности занимал Тайвань. Усилия Хаммаршёльда привели к тому, что в мае были освобождены четверо лётчиков, а в начале августа — оставшиеся 11 человек. Эти события широко освещались в средствах массовой информации и способствовали поднятию престижа ООН.

#### Ближний Восток
В октябре 1956 года после национализации Египтом Суэцкого канала возник новый международный кризис, связанный с желанием ряда держав удержать канал под своим контролем (в историографии эти события получили название Суэцкий кризис, или Вторая арабо-израильская война). 22 октября 1956 года между Францией, Великобританией и Израилем был заключён тайный союз (так называемые «Севрские соглашения»), согласно которому Израиль должен был начать военные действия против Египта. Планировалось, что затем Франция и Великобритания потребуют вывода войск как Израиля, так и Египта с территории Суэцкого канала, после чего контроль над этой территорией перейдёт к англо-французским военным силам, Израиль же по окончании войны аннексирует весь Синай или, по крайней мере, его восточную треть по линии Эль-Ариш — Шарм-эш-Шейх. 29 октября 1956 года израильские войска вторглись в Египет, однако планы Франции и Великобритании по разным причинам не были реализованы. Совет Безопасности ООН так и не смог принять никакой резолюции — ни предложенной США, ни предложенной позже Советским Союзом: в обоих случаях Франция и Великобритания накладывали на резолюцию вето. В этой ситуации Генеральная Ассамблея поручила Хаммаршёльду создать специальные миротворческие силы ООН — Чрезвычайные вооружённые силы Организации Объединённых Наций, — и обеспечить их переброску и размещение в зоне конфликта. Одновременно перед Хаммаршёльдом стояла задача убедить руководство Египта разрешить размещение этих войск на своей территории. Обе задачи были успешно решены; уже 6 ноября 1956 года вступило в силу соглашение о перемирии, а 15 ноября в зоне канала были размещены первые подразделения сил ООН. Эта операция стала первой миротворческой операцией ООН и послужила моделью для многочисленных миротворческих операций в будущем.
В сентябре 1957 года Хаммаршёльд был единогласно назначен на должность Генерального секретаря Организации Объединённых Наций ещё на один пятилетний срок.
В конце пятидесятых годов продолжались различные действия ООН по поддержанию мира на Ближнем Востоке, в реализации которых Хаммаршёльд принимал участие; среди них можно выделить создание Группы Организации Объединённых Наций по наблюдению в Ливане (ЮНОГИЛ, группа действовала с июня по декабрь 1958 года, её целью было недопущение незаконного перемещения лиц и оружия через ливанскую границу) и учреждение в том же 1958 году канцелярии специального представителя Генерального секретаря в Иордании.

#### Африка
В 1959—1960 годах Хаммаршёльд активно занимался проблемами Африки; это было связано в первую очередь с провозглашением многими странами этого континента государственной независимости. Только в период с 18 декабря 1959 года по 31 января 1960 года Хаммаршёльд посетил в Африке 21 страну и территорию.
В июле 1960 года Хаммаршёльд впервые за время своего пребывания на посту Генерального секретаря воспользовался правом, предоставляемым ему статьёй 99 Устава ООН, и потребовал созыва Совета Безопасности в связи с ситуацией в Республике Конго (бывшем Бельгийском Конго). 30 июня 1960 года эта страна (позже называвшаяся Заир, сейчас — Демократическая Республика Конго) провозгласила независимость от Бельгии, однако центральная власть нового государства была ещё весьма слаба. Моиз Чомбе, лидер сепаратистских сил Катанги, провозгласил провинцию независимой от остальной части страны и призвал бельгийские вооружённые силы на помощь для поддержания порядка. Жозеф Касавубу, президент страны, и Патрис Лумумба, занимавший пост премьер-министра, расценили действия бельгийских сил как вмешательство во внутренние дела суверенного государства — и 12 июля направили в ООН телеграмму с просьбой немедленно оказать стране военную помощь и обеспечить защиту страны от агрессии. Ситуация осложнялась тем, что в стране, в том числе и в столице, Леопольдвилле (сейчас — Киншаса), начались беспорядки. Совет Безопасности ООН 14 июля принял резолюцию, в которой имелось поручение Генеральному секретарю предоставить военную помощь правительству и армии Республики Конго. Хаммаршёльд приступил к формированию военного контингента для выполнения этого поручения, и ему это удалось в очень сжатые сроки, при этом первые подразделения (из Туниса) в рамках этой операции, названной ONUC (фр. Opération des Nations Unies au Congo, «Операция ООН в Конго»), высадились в Леопольдвилле уже на следующий день, 15 июля.
В начале 1961 года Хаммаршёльд занимался также проблемами расовой сегрегации в Южно-Африканском Союзе и в январе лично ездил в эту страну. По пути он останавливался в Конго, где снова вёл переговоры, связанные с продолжением «Операции ООН в Конго».

#### Критика
Критика, звучавшая с разных сторон в адрес Хаммаршёльда и ранее, усилилась во время Конголезского кризиса 1960 года. Поскольку Советский Союз сблизился с режимом Патриса Лумумбы, советское руководство болезненно отреагировало на начало переговоров Хаммаршёльда и лидера повстанцев Моиза Чомбе.
В сентябре 1960 года в Конго началось двоевластие: после того, как президент Касавубу объявил о смещении им Лумумбы с поста премьер-министра, тот по радио объявил, что Касавубу более не является главой государства. Действиями ООН и лично Хаммаршёльда в этот период были недовольны как США, так и СССР: США считали, что войска ООН должны были оказать Касавубу прямую поддержку, одновременно с этим СССР обвинял Хаммаршёльда в «колониалистских действиях». К критике СССР в адрес генсека ООН на этом этапе присоединилась и Франция.
В результате, на сессии Генассамблеи, проходившей осенью 1960 года, Никита Хрущёв снова осудил деятельность ООН в Конго. Одновременно он внёс предложение об изменении схемы руководства Организацией — создании так называемой «тройки» генеральных секретарей, которая должна стоять во главе Секретариата (один человек от западных государств, один — от социалистического лагеря, один — от неприсоединившихся стран). После того, как это предложение, а также все компромиссные варианты были отвергнуты, Хрущёв вновь выступил с нападками на генсека ООН, заявив, что тому «не хватало мужества, чтобы подать в отставку».
Ответ Хаммаршёльда на эти слова в литературе нередко называют историческим: «Подав в отставку в нынешнем трудном и опасном положении, я бы отдал Организацию на растерзание всем ветрам. Я не вправе это сделать, ибо несу ответственность перед всеми государствами-членами… Не Советскому Союзу и… не другим великим державам нужны Объединённые Нации для защиты своих интересов: это нужно всем остальным… Я останусь на своём посту до истечения моего срока, служа Организации в интересах всех этих наций до тех пор, пока они считают, что я должен это делать. Представитель СССР говорил здесь о мужестве. Подать в отставку легко; куда труднее оставаться на своём посту. Куда как легко уступить нажиму великой державы. Иное дело — оказать сопротивление. …Мне неоднократно приходилось это делать прежде… Если такова воля наций, которые видят в ООН наилучшую защиту своих интересов в сегодняшнем мире, я сделаю это вновь».
После того, как Патрис Лумумба в начале 1961 года был убит сторонниками Чомбе, критика в адрес Хаммаршёльда со стороны СССР возобновилась. Представитель СССР в ООН Валериан Зорин потребовал принятия санкций против Бельгии, ареста Мобуту и Чомбе, прекращения операции ООН в Конго, а также отстранения Хаммаршёльда от должности, однако реальных последствий данное заявление не имело.

### Творчество
Даг Хаммаршёльд с юности увлекался поэзией. В Уппсальском университете его специализацией были французская история и французская литература. После его смерти была найдена рукопись, состоящая из дневниковых записей, стихотворений (в том числе в жанре хайку) и заметок, относящихся к периоду с 1925 по 1961 год. В 1963 году книга была опубликована под названием Vägmärken (возможные переводы на русский язык — «Вехи», дословно «Путевые знаки» — по мнению специалистов, имеется в виду библейский образ: «поставь себе путевые знаки», Книга пророка Иеремии, 31:21); в 1964 году эта книга вышла на английском языке в переводе и с предисловием известного англо-американского поэта Уистена Хью Одена (1907—1973).
Ещё одним серьёзным увлечением Хаммаршёльда была фотография. Многие снимки были сделаны им во время многочисленных поездок в горы северной Швеции и посвящены красотам природы. В 2005 году, к 100-летию со дня его рождения, в Швеции вышел фотоальбом с чёрно-белыми фотографиями, сделанными Хаммаршёльдом, к которым было подобрано около 30 его стихотворений в жанре хайку из книги Vägmärken.

### Прижизненные почести
В 1954 году общественный авторитет Дага Хаммаршёльда был отмечен избранием его в Шведскую Академию — одну из Шведских королевских академий, которая состоит из 18 мест, пожизненно занимаемых шведскими писателями, учёными и общественными деятелями, и отвечает за нормирование шведского языка, а также присуждает Нобелевскую премию по литературе. В конце 1953 года скончался Яльмар Хаммаршёльд, отец Дага, член Шведской Академии с 1918 года. 20 декабря 1954 года Даг Хаммаршёльд, став членом Шведской Академии, занял то самое кресло № 17, которое занимал его отец, — это был единственный подобный случай в истории Шведской Академии.
Многие высшие учебные заведения отметили деятельность Хаммаршёльда, присвоив ему степень почётного доктора. Среди них — Оксфордский университет (Великобритания), Карлтонский колледж (сейчас — Карлтонский университет) и Университет Макгилла (Канада), Гарвардский, Йельский, Калифорнийский, Колумбийский, Пенсильванский, Принстонский университеты, Университет штата Огайо, Университет Джонса Хопкинса и Амхерст-колледж (США), Уппсальский университет (Швеция).

### Личная жизнь
Даг Хаммаршёльд был религиозно ориентированным человеком, приняв лютеранскую веру от своей матери. На формирование его мировоззрения оказали влияние работы теологов Майстера Экхарта и Иоганна Рюйсбрука.
О личной жизни Дага Хаммаршёльда достоверной информации не существует. Он был холостяком, и о каких-либо его отношениях с женщинами ничего не известно. Он объяснял своё нежелание жениться тем, что его мать сильно страдала от одиночества из-за постоянной занятости отца на государственной службе и что он сам не хотел бы причинить такие страдания кому-то ещё. Биографы Хаммаршёльда сообщают о распространённых слухах относительно его гомосексуальности (а некоторые — и о том, что эти слухи посмертно распускались его недоброжелателями). Заместитель Хаммаршёльда Брайан Уркхарт в своей биографии генерального секретаря (1972) гневно отвергает такую версию, заявляя: «Тупые или злонамеренные люди время от времени выступали с вульгарным предположением, что, раз Хаммаршёльд не был женат, он должен быть гомосексуалистом, хотя никто из хорошо знавших его или тесно работавших с ним так не думал». Не менее резко против такого предположения протестовал в своей книге «Даг Хаммаршельд: государственный деятель и его вера» видный американский религиозный деятель Генри ван Дьюзен, утверждавший, что Хаммаршёльду не удалось установить отношения с женщинами из-за его «крайней физической скромности», а также потому, что он стремился к «идеалу взаимопонимания», недосягаемому, по его мнению, в браке. В то же время предположение о гомосексуальности Хаммаршёльда было поддержано политиком и писателем К. К. О’Брайеном (в 1961 г. исполнявшим обязанности специального представителя генсека ООН в Катанге) в его пьесе о Хаммаршёльде «Убийственные ангелы» (англ. Murderous Angels; 1969), вызвавшей скандальную реакцию, и в опубликованных в 1999 году мемуарах. Друг Хаммаршёльда поэт Уистен Хью Оден, переводивший книгу Vägmärken на английский язык, был убеждён в гомосексуальности Хаммаршёльда (сообщается, что это мнение, высказанное Оденом в лекции, прочитанной во время поездки по странам Скандинавии, стоило поэту Нобелевской премии, которую ему прочили в 1960-х годах), — некоторые исследователи, однако, полагают, что Оден понимал и передавал мысли Хаммаршёльда превратно. Ряд новейших шведских биографий Хаммаршёльда не находят для утверждения о его гомосексуальности достаточных оснований, ограничиваясь размышлениями о его замкнутом характере, сформировавшемся в результате нежной привязанности к матери и сложных отношений с властным и требовательным отцом.

### Гибель
12 сентября Хаммаршёльд снова, уже в четвёртый раз, прибыл в Конго. В сентябре 1961 года кризис, связанный с Катангой, обострился, силы сепаратистов начали оказывать активное сопротивление войскам ООН, размещённым в этой провинции. По мнению Хаммаршёльда, для поиска выхода из сложившего кризиса следовало срочно организовать прямые переговоры между назначенным в августе главой конголезского правительства Сирилом Адулой и лидером сепаратистских сил провинции Катанги Моизом Чомбе. Единственным способом обеспечить начало таких переговоров Хаммаршёльд считал свою личную встречу с Чомбе.
На 18 сентября была запланирована его встреча с лидером повстанцев Чомбе в городе Ндола, находившемся в тот период на территории Федерации Родезии и Ньясаленда (сейчас — Замбия). Вечером 17 сентября небольшой самолёт Генерального секретаря вылетел из Леопольдвилля. На подлёте к Ндоле пилот сообщил авиадиспетчеру, что видит огни аэропорта, затем связь прервалась. Обломки самолёта были найдены в 15 км от аэропорта; судя по остановившимся часам, катастрофа произошла в 0:20 по местному времени 18 сентября. Все 16 человек, находившихся на борту, — 10 пассажиров, включая Хаммаршёльда, и 6 членов экипажа — погибли.
Было проведено шесть официальных расследований. В ходе расследования выдвигались многочисленные версии, среди которых — технические неисправности, диверсия на борту, отсутствие топлива, обстрел самолёта ООН тем единственным военным самолётом, который имелся у повстанцев Катанги, однако ни для одной из них не нашлось убедительных доказательств. В качестве наиболее вероятной причины была названа следующая: самолёт Хаммаршёльда заходил на посадку на слишком низкой высоте и задел деревья.
Через десять дней после катастрофы останки Хаммаршёльда были доставлены в Швецию. Церемония прощания, проходившая в Кафедральном соборе Уппсалы, транслировалась по телевидению. 29 сентября 1961 года Даг Хаммаршёльд был похоронен в семейной могиле на старом кладбище Уппсалы.
Архиепископ Десмонд Туту, нобелевский лауреат и председатель Комиссии правды и примирения ЮАР, 19 августа 1998 года объявил, что из рассекреченных писем Секретной службы Южной Африки следует, что она причастна к гибели генсека ООН, равно как и ЦРУ с МИ5. Британский Форин-офис назвал эти документы «возможной советской дезинформацией».
В августе 2011 года британская газета The Guardian опубликовала результаты независимого расследования, согласно которым самолёт Хаммаршельда был сбит. Международная комиссия юристов приступила к новому расследованию обстоятельства смерти генсека ООН, в её состав вошли бывшие должностные лица и академики. 30 марта 2015 года приступила к работе по изучению обстоятельств авиакатастрофы независимая группа экспертов, назначенная Генеральным секретарём ООН Пан Ги Муном. Помимо версии о причастности Лондона к авиакатастрофе в Африке, высказывались и другие теории, в том числе, что генсека ООН убили по приказу советских властей.
24 декабря 2017 года Генеральной Ассамблеей ООН была принята резолюция о необходимости проведения дополнительного расследования обстоятельств гибели генсека ООН в связи с появлением новой информации, указывающей на то, что его самолёт был сбит (в частности, в 2017 году были обнародованы данные, что в Ндоле и её окрестностях в ночь гибели генсека находились американские военные силы, в том числе несколько военных самолётов Douglas DC-3). В резолюции говорится, что стремление «узнать всю правду об условиях и обстоятельствах, приведших к трагической гибели Дага Хаммаршёльда и членов сопровождавшей его группы», является общим долгом членов ООН.

## Итоги работы Хаммаршёльда в ООН
На посту Генерального секретаря ООН Даг Хаммаршёльд принял участие в урегулировании примерно двадцати международных кризисов, причём именно Хаммаршёльдом была организована и успешно проведена первая миротворческая операция (в Египте в 1956 году), потребовавшая формирования сил специального назначения под командованием ООН. Эта задача была тем более сложна, что о такого рода мероприятиях ничего не говорилось в Уставе ООН. В тот же период Хаммаршёльдом были сформулированы и основополагающие для подобных миссий принципы — оперативное вмешательство в конфликт и предание огласке информации о происходящем. Показав свою высокую эффективность, такой подход стал одним из основных путей решения возникающих конфликтов; с 1956 года по настоящее время (2011 год) Организацией Объединённых Наций и другими международными организациями было проведено более ста миротворческих операций.
Ещё одно направление деятельности, которое Хаммаршёльд считал эффективным средством для предотвращения конфликтов и которым успешно пользовался на посту генсека ООН, — так называемая «превентивная дипломатия», сутью которой является проведение переговоров со всеми участвующими в конфликте сторонами на самых ранних стадиях кризиса. Он стремился лично встречаться с лидерами стран мира и устанавливать с ними уважительные отношения, используя при этом для решения проблемных ситуаций потенциал ООН.
Очень важным Хаммаршёльд считал становление Секретариата ООН как в значительной степени нейтрального органа, являющегося орудием коллективной воли стран-участников Организации, но при этом не находящегося в зависимости от конкретных государств. Сделав определённые шаги в этом направлении, Хаммаршёльд, однако, в значительной степени не достиг поставленной цели: в последние годы его пребывания на посту ООН испытала серьёзные финансовые трудности, по причине чего для её функционирования стали жизненно важны добровольные вклады. Государства, которые делали такие вклады, получали в результате возможность влияния на принятие Организацией решений, особенно в вопросах занятия должностей. Не удалось Хаммаршёльду реализовать и идею создания мощного аналитического отдела, который находился бы в распоряжении Генерального секретаря ООН.
Хаммаршёльд также внёс существенный вклад в организацию нескольких международных конференций ООН — «По использованию атомной энергии в мирных целях» (1955 и 1958) и «По применению достижений науки и техники в интересах менее развитых стран» (состоялась в 1962 году, уже после смерти Хаммаршёльда).

Его [Дага Хаммаршёльда] мудрость и скромность, его безупречная честность и целеустремлённая преданность долгу установили для всех служащих международного сообщества, и, в первую очередь, для его преемников столь высокий стандарт поведения, что соответствовать ему очень непросто. И нет лучшего правила для Генерального секретаря, если поиск решения каждой новой проблемы он начнёт с того, что задаст самому себе вопрос: «А как поступил бы в этом случае Хаммаршёльд?»
Оригинальный текст (англ.)His wisdom and his modesty, his unimpeachable integrity and single-minded devotion to duty, have set a standard for all servants of the international community – and especially, of course for his successors – which is simply impossible to live up to. There can be no better rule of thumb for a Secretary-General, as he approaches each new challenge or crisis, than to ask himself, “how would Hammarskjöld have handled this?”
— Кофи Аннан

## Память
Нобелевский фонд посмертно наградил Дага Хаммаршельда Нобелевской премией мира 1961 года за развитие ООН в соответствии с Уставом ООН.
16 ноября 1961 года библиотеке, являющейся структурным подразделением Штаб-квартиры ООН в Нью-Йорке, была присвоено имя Дага Хаммаршёльда; Библиотека Дага Хаммаршёльда является основным хранилищем документов Организации Объединённых Наций. Помимо нью-йоркской Библиотеки Дага Хаммаршёльда существует также Библиотека Дага Хаммаршёльда в Уппсальском университете.
В 1962 году в Швеции был создан Фонд Дага Хаммаршельда. Своей целью это учреждение объявило содействие социальному, политическому, экономическому, экологическому и культурному развитию во всём мире в духе Дага Хаммаршельда. Фонд — автономное учреждение, осуществляющие собственные программы работы.
В 1964 году Фонд Дага Хаммаршёльда сформировал специальный комитет, чтобы увековечить в Замбии память о погибшем Генеральном секретаре. В 10 км от Ндолы, на месте падения самолёта Хаммаршёльда, был создан Мемориальный комплекс. В его центре был установлен памятный знак, вокруг был разбит парк. В 1970 году мемориал был объявлен в Замбии национальным памятником. С 1981 года на территории мемориала открыт музей, в котором, в частности, размещены некоторые предметы, связанные с авиакатастрофой. В 1997 году Замбия подала заявку в ЮНЕСКО на включение мемориала в Список всемирного наследия. Центральный стадион Ндолы также назван именем Хаммаршёльда.
22 июля 1997 года Организацией Объединённых Наций была учреждена Медаль Дага Хаммаршёльда как посмертная награда для военнослужащих, служащих полиции и гражданских лиц, погибших при выполнении своего долга во время операций по поддержанию мира, проводимых Организацией Объединённых Наций. 6 октября 1998 года первая медаль была передана родным Дага Хаммаршёльда.
В Швеции 2005 год был объявлен Шведским правительством годом Дага Хаммаршёльда в связи со столетием со дня его рождения.
Весной 2011 года Банк Швеции сообщил о планах выпуска в 2014—2015 годах новой серии денежных знаков; на аверсе банкноты самого высокого достоинства (1000 шведских крон) будет размещён портрет Дага Хаммаршёльда. На обратной стороне банкноты будет находиться изображение, связанное с Лапландией: как сказано в обосновании, присутствующем в рапорте Банка Швеции, «Даг Хаммаршёльд был большим другом Лапландии и шведских гор».
Во многих городах Швеции, а также в некоторых других странах именем Дага Хаммаршёльда названы улицы, проспекты и площади.

### Публикации Хаммаршёльда
Публикации Хаммаршёльда на русском языке
- Хаммаршельд Д. Молчаливые звёзды: Стихотворения // Дети Ра : Литературно-художественный журнал. — 2008. — № 4 (42).

Публикации Хаммаршёльда на других языках
- Hammarskjöld, Dag. Castle Hill. — Uppsala, 1971 (New ed. 1977). — 22 p.
- Hammarskjöld, Dag. The Light and The Rock: the Vision of Dag Hammarskjöld. — New York, 1966. — 157 p.
- Hammarskjöld, Dag. The Linnaeus Tradition and Our Time. — Stockholm, 1957. — 21 p.
- Hammarskjöld, Dag. Markings. — New York and London, 1964. (Reissued 1988). — 186 p.
- The poet and the diplomat: the correspondence of Dag Hammarskjöld and Alexis Léger (англ.). — Syracuse University Press, 2001. — 146 p. Доступен онлайн-просмотр.  (Дата обращения: 21 октября 2010)